# 技能士
技能士（ぎのうし）英:  Technician（テクニシャン）とは、技能検定に合格した者に与えられる国家資格である。技能検定に合格しないと名乗ることはできない名称独占資格であり、合格せず名乗った場合は法律で罰せられる。
技能士は、職業能力開発促進法第50条に規定されている。労働技能の認定は厚生労働省が所管し、中央職業能力開発協会に委託されたものを各都道府県職業能力開発協会が試験実施すること（都道府県方式）が多いが、一部の職種では厚生労働大臣が指定している民間の指定試験機関により実施される(指定試験機関方式)。
等級として、特級、1級、2級、3級の区分がある職種と、単一等級のみで区分がない職種がある。また、外国人研修制度や技能実習制度の外国人技能実習生に対しては、「随時試験」として、基礎級、随時3級及び随時2級の区分がある。職種の中で作業や業務の内容によって分類されている職種もある。
技能士（ただし、民間の指定試験機関が実施する職種を除く）には、厚生労働大臣から級に応じて合格証書の交付と「技能士章」（旭日章の中央に“技”の一文字入りバッジ　特級：文字部分白抜きの金色、1級：全体が金色、2級：全体が銀色、3級：全体が銅色）が交付される。
職能団体として全国技能士会連合会がある。

## 恩恵
1級、および、単一技能等級の技能検定合格者は、当該職種の職業訓練指導員免許を取得することができる。2級の技能検定合格者は、職業訓練指導員試験の実技試験が免除される。
また、建設業については建設業法第7条第2号ハの知識及び技術又は技能を有するものと認められる者、解体業については解体工事業に係る登録等に関する省令第7条1項のホの技術管理者になることができる。ただし、技能士の資格と同じ名前の建設業に該当しない場合もあるので、建設業の業種と該当する技能士を確認のこと。
各法令に基づき、技能士に付与される資格がある。技能士によって受験資格が得られたり、一部免除が得られる資格もあったり、国土交通省が発注する官庁営繕工事で指定する職種には一級技能士現場常駐制度を設けて技能士の社会的地位を高めるようにしている。1級技能検定合格者や単一等級技能検定合格者は技能グランプリへの参加資格が得られる。

## 技能士一覧
2025年2月現在、以下の133職種がある。

### 都道府県職業能力開発協会により実施される職種（111職種）

#### 建設関係（32職種）
- 造園技能士
- さく井技能士
- 建築板金技能士
- 冷凍空気調和機器施工技能士
- 石材施工技能士
- 建築大工技能士
- 枠組壁建築技能士
- かわらぶき技能士
- とび技能士
- 左官技能士
- 築炉技能士
- ブロック建築技能士
- エーエルシーパネル施工技能士
- タイル張り技能士
- 配管技能士
- 厨房設備施工技能士
- 型枠施工技能士
- 鉄筋施工技能士
- コンクリート圧送施工技能士
- 防水施工技能士
- 樹脂接着剤注入施工技能士
- 内装仕上げ施工技能士
- 熱絶縁施工技能士
- カーテンウォール施工技能士
- サッシ施工技能士
- 自動ドア施工技能士
- バルコニー施工技能士
- ガラス施工技能士
- ウェルポイント施工技能士
- 塗装技能士
- 路面標示施工技能士
- 広告美術仕上げ技能士

#### 金属加工関係（19職種）
- 金属溶解技能士
- 鋳造技能士
- 鍛造技能士
- 金属熱処理技能士
- 粉末冶金技能士
- 機械加工技能士
- 非接触除去加工技能士
- 金型製作技能士
- 金属プレス加工技能士
- 鉄工技能士
- 工場板金技能士
- めっき技能士
- アルミニウム陽極酸化処理技能士
- 溶射技能士
- 金属ばね製造技能士
- 仕上げ技能士
- 切削工具研削技能士
- ダイカスト技能士
- 金属材料試験技能士

#### 一般機械器具関係（11職種）
- 機械検査技能士
- 産業車両整備技能士
- 鉄道車両製造・整備技能士
- 内燃機関組立て技能士
- 空気圧装置組立て技能士
- 油圧装置調整技能士
- 縫製機械整備技能士
- 建設機械整備技能士
- 農業機械整備技能士
- テクニカルイラストレーション技能士
- 機械・プラント製図技能士

#### 電気・精密機械器具関係（9職種）
- 電子回路接続技能士
- 電子機器組立て技能士
- シーケンス制御技能士
- 電気機器組立て技能士
- 半導体製品製造技能士
- プリント配線板製造技能士
- 自動販売機調整技能士
- 光学機器製造技能士
- 電気製図技能士

#### 食料品関係（7職種）
- パン製造技能士
- 菓子製造技能士
- 製麺技能士
- ハム・ソーセージ・ベーコン製造技能士
- 水産練り製品製造技能士
- みそ製造技能士
- 酒造技能士

#### 衣服・繊維製品関係（8職種）
- 染色技能士
- ニット製品製造技能士
- 婦人子供服製造技能士
- 紳士服製造技能士
- 和裁技能士
- 寝具製作技能士
- 帆布製品製造技能士
- 布はく縫製技能士

#### 木材・木製品・紙加工品関係（6職種）
- 機械木工技能士
- 家具製作技能士
- 建具製作技能士
- 紙器・段ボール箱製造技能士
- 畳製作技能士
- 表装技能士

#### プラスチック製品関係（2職種）
- プラスチック成形技能士
- 強化プラスチック成形技能士

#### 貴金属・装身具関係（2職種）
- 時計修理技能士
- 貴金属装身具製作技能士

#### 印刷製本関係（3職種）
- 製版技能士
- 印刷技能士
- 製本技能士

#### その他（12職種）
- 園芸装飾技能士
- ロープ加工技能士
- 化学分析技能士
- 印章彫刻技能士
- 塗料調色技能士
- 義肢・装具製作技能士
- 舞台機構調整技能士
- 工業包装技能士
- 写真技能士
- 産業洗浄技能士
- 商品装飾展示技能士
- フラワー装飾技能士

### 指定試験機関により実施される職種（22職種）
- ウェブデザイン技能士
- キャリアコンサルティング技能士
- ピアノ調律技能士
- ファイナンシャル・プランニング技能士
- 眼鏡作製技能士
- 知的財産管理技能士
- 金融窓口サービス技能士
- ブライダルコーディネート技能士
- 接客販売技能士
- 着付け技能士
- ホテル・マネジメント技能士
- レストランサービス技能士
- フィットネスクラブ・マネジメント技能士
- ビル設備管理技能士
- 林業技能士
- 機械保全技能士
- 情報配線施工技能士
- シャッター施工技能士
- ガラス用フィルム施工技能士
- 調理技能士
- ビルクリーニング技能士
- ハウスクリーニング技能士

## 廃止された職種
技能検定を実施する職種については、企業、業界団体等のニーズを踏まえて定期的に見直しが行われており、ある職種の技能を有する人材に対する需要が減少し、今後ともその需要の増加が見込めなかったり、業界団体等の協力が得られないような職種については、職種の廃止や他職種への統合が行われている。
- 合板製造技能士
- 更生タイヤ製造技能士
- 船舶ぎ装技能士
- 版下製作技能士
- 織機調整技能士
- 眼鏡レンズ加工技能士
- 家庭用電気治療器調整技能士（2007年10月31日に廃止[6]）
- ほうろう加工技能士（2008年2月29日に廃止[6]）
- 浴槽設備施工技能士（2007年10月31日に廃止[6]）
- 工業彫刻技能士（2008年2月29日に機械加工技能士に統合[6]）
- スレート施工技能士
- ファインセラミックス製品製造技能士（2010年度廃止[7][8]）
- 漆器製造技能士（2010年度廃止[7][8]）
- 金属研磨仕上げ技能士（2011年度廃止[7][8]）
- 製材のこ目立て技能士（2011年度廃止[7][8]）
- 竹工芸技能士（2011年度廃止[7][8]）
- ガラス製品製造技能士（2011年度廃止[7][8]）
- れんが積み技能士（2011年度廃止[7][8]）
- コンクリート積みブロック施工技能士（2011年度廃止[7][8]）
- 建築図面製作技能士（2011年度廃止[7][8]）
- 木工機械整備技能士（2012年度に機械木工技能士に統合[7][8]）
- 複写機組立て技能士（2016年度に廃止[7]）
- 木型製作技能士（2017年度に廃止[7]）
- 陶磁器製造技能士（2021年度に廃止[7]）